# Diccionari bilingüe
Un diccionari bilingüe és un diccionari utilitzat per a la traducció de paraules o frases d'una llengua a una altra. Aquests poden ser unidireccionals, o bidireccionals. De cada entrada pot donar la pronúncia expressada segons l'alfabet fonètic internacional.